# Avec la peau des autres
Pour plus de détails, voir Fiche technique et Distribution.
Avec la peau des autres (titre italien : Sciarada per quattro spie) est un film d'espionnage franco-italien de Jacques Deray, sorti en 1966.

## Synopsis
Un officier des services secrets français, Pascal Fabre (Lino Ventura), est envoyé en mission à Vienne, en Autriche, pour ramener à Paris le chef du réseau local, un nommé Margery  (Jean Bouise), dit « le Boiteux ». En effet, celui-ci est soupçonné par ses supérieurs d'être devenu un agent double. Si Fabre a été choisi pour la mission, c'est qu'il est un vieil ami du suspect. Il doit d'abord « à titre personnel », établir le contact avec lui. Mais, le soir de l'arrivée de Fabre dans la capitale autrichienne, l'agent intermédiaire de contact est tué dans un accident quelque peu suspect. 
Alors que Fabre attend Margery dans un café, celui-ci l'appelle pour lui dire de s'en aller. Fabre comprend que l'affaire est plus compliquée qu'il n'y paraissait. Fabre finit par trouver la planque de Margery, prisonnier d'agents qui fouillent l'appartement. Fabre tue les agents. Margery confesse alors à son vieil ami être poursuivi impitoyablement par un certain Chalieff et sa mystérieuse organisation. Il lui affirme clairement qu'il n'est en aucun cas devenu un agent double, mais qu'en revanche il a décidé de prendre sa retraite et de partir. Ce qu'il se garde bien de lui avouer, c'est qu'il attend encore des dossiers, avant de pouvoir disparaître.
Les choses deviennent encore plus ardues lorsque Margery est lui-même enlevé. Fabre, en le recherchant, découvre qu'il existe encore d'autres réseaux impliqués dans le trafic d'informations.

## Fiche technique
- Titre : Avec la peau des autres
- Titre italien : Sciarada per quattro spie
- Réalisation : Jacques Deray, assisté de Claude Vital
- Scénario et dialogues : José Giovanni
- Adaptation : José Giovanni, Jacques Deray et Georges Bardawil

- D'après le roman Au pied du mur (1963) de Gilles Perrault (non crédité)

- Décors : Jean d'Eaubonne

- Photographie : Jean Boffety
- Couleurs Scope
- Musique : Michel Magne
- Producteur : Eugène Tucherer
- Pays :  France/ Italie
- Genre : Espionnage
- Durée : 90 minutes
- Date de sortie:
  - France à Paris - 24 août 1966

## Distribution
- Lino Ventura : Pascal Fabre
- Marilu Tolo : Anna
- Jean Bouise : Paul Margery, dit « le boiteux »
- Adrian Hoven : Kern
- Ellen Bahl : Ingrid Kern
- Wolfgang Preiss : Chalieff
- Jean Servais : Weigelt
- Reinhard Kolldehoff : Hoffmann (voix de Georges Aminel)
- Louis Arbessier : le Colonel
- Paul Pavel et Guy Mairesse : les tueurs de Chalieff
- Charles Régnier : Erfhurt (voix de Peter Ustinov)
- Mino Doro

## Sortie et accueil
Avec la peau des autres passe relativement inaperçu lors de sa sortie en salles en France, avec seulement 952 422 entrées, ce qui est considéré comme un échec commercial, par rapport aux précédents films de l'acteur, qui avaient, pour la plupart, réussi à dépasser le million d'entrées.

## Autour du film
- Cinquième réalisation de Jacques Deray, marquant sa première collaboration avec Lino Ventura.
- Il est suggéré que le réseau de Chalieff est le KGB, ou une autre organisation du Bloc de l'Est, mais à aucun moment il n'est désigné en tant que tel, même si l'ambassade soviétique est mentionnée plusieurs fois. En revanche, le personnage de Margery affirme que les services anglais et américains ont été éliminés de Vienne, ce qui implique que la capitale autrichienne est devenue un terrain d’affrontement entre Français et Soviétiques.